# Fabián Vázquez
Fabián Vázquez, född den 20 januari 1943 i Zimapán i Mexiko, är en mexikansk ryttare.
Han tog OS-brons i lagtävlingen i fälttävlan i samband med de olympiska ridsporttävlingarna 1980 i Moskva.